# Пхаан
Пхаан (бірм. ဘားအံမြို့, англ. Hpa-An) — місто, адміністративний центр штату Карен, М'янма.
Населення станом на 2014 становить 421 575 осіб.

## Географія
Пхаан знаходиться в естуарії річки Салуїн, недалеко від  затоки Моутама.

### Клімат
Місто знаходиться у зоні, котра характеризується мусонним кліматом. Найтепліший місяць — квітень із середньою температурою 29.4 °C (84.9 °F). Найхолодніший місяць — січень, із середньою температурою 24.1 °С (75.4 °F).
| Клімат Пхаана           | Клімат Пхаана | Клімат Пхаана | Клімат Пхаана | Клімат Пхаана | Клімат Пхаана | Клімат Пхаана | Клімат Пхаана | Клімат Пхаана | Клімат Пхаана | Клімат Пхаана | Клімат Пхаана | Клімат Пхаана | Клімат Пхаана |
| Показник                | Січ.          | Лют.          | Бер.          | Квіт.         | Трав.         | Черв.         | Лип.          | Серп.         | Вер.          | Жовт.         | Лист.         | Груд.         | Рік           |
| Середня температура, °C | 24,1          | 25,4          | 27,8          | 29,4          | 28,2          | 26,4          | 25,8          | 25,8          | 26,3          | 27,3          | 26,5          | 24,8          | 26,5          |
| Норма опадів, мм        | 4.3           | 4.2           | 5.6           | 37.4          | 368.3         | 772.4         | 918.7         | 995.4         | 508.6         | 193.5         | 31.5          | 7.9           | 3847.8        |
| Днів з опадами          | 0,6           | 0,6           | 1,1           | 3,7           | 16,9          | 26,8          | 28,4          | 28,3          | 22,4          | 13,6          | 3,9           | 1             | 147,3         |
| Вологість повітря, %    | 68.8          | 62.3          | 59            | 60.3          | 75.1          | 84.9          | 86.5          | 87.7          | 85.3          | 81.9          | 76.7          | 73.2          | 75.1          |
| ----------------------- | ------------- | ------------- | ------------- | ------------- | ------------- | ------------- | ------------- | ------------- | ------------- | ------------- | ------------- | ------------- | ------------- |
| Джерело: Weatherbase    |               |               |               |               |               |               |               |               |               |               |               |               |               |